# ブラックニッカ
ブラックニッカは、ニッカウヰスキーが製造し、アサヒビールが販売するブレンデッド・ウイスキー（原材料の一つとなるモルトウイスキーの一部に海外産の原酒も使用されているため、日本洋酒酒造組合の定めるジャパニーズ・ウイスキーの表示基準に合致しないワールドブレンデッドウイスキー、またはジャパンメイドウイスキー扱いの商品となる）である。本項では便宜上、ウイスキーのほか、同シリーズに属するハイボール、および水割り等のRTD系缶入り・瓶入りアルコール飲料についても記述する。

## 概要
1956年（昭和31年）、モルトウイスキーに中性スピリッツを配合したスコッチタイプの本格ウイスキーとして発売。1965年（昭和40年）発売の新ブラックニッカからモルトウイスキーにカフェグレーンを配合した。
「千円ウイスキー時代の幕をニッカが開きました！」とのふれこみで、当時1350円であったサントリー角瓶と価格面で競った。
2019年（令和元年）5月現在でも主にウイスキーをハイボールにして楽しむライトユーザー向けの『ブラックニッカ クリア』を主軸に初号ブラックニッカの流れを汲み、昔ながらの王道的な味わいを好む保守的な愛飲家向けの『ブラックニッカ スペシャル』や『ブラックニッカ クリア』からステップアップしたウイスキー初心者向けの『ブラックニッカ リッチブレンド』、ピートからもたらされたスモーキーフレーバーを強め、アルコール度数を更に高めたヘビーユーザー向けの『ブラックニッカ ディープブレンド』など数種類の派生商品を含め販売される。
なお、現在の主力商品となる『ブラックニッカ クリア』は、ピートを一切使用せず熱風乾燥させたスモーキーフレーバーのないモルト（大麦麦芽）を使用 する特徴がある。これはスコッチ・ウイスキーに範をとる日本のウイスキーづくりにおいてそれまでにない発想であり、ウイスキーのもつ独特の苦味、香りなどが軽減された反面、従来のブラックニッカ（スペシャル等）にあったスコッチ・ウイスキーに類似した風味と香りが失われたという見解も決して少なくない。
2016年（平成28年）には前年比15％の321万5000ケース（1ケース＝700ml×12本）と4年連続で過去最高売上げを更新。2017年（平成29年）1～3月も同様に25％と好調に推移している。その結果、日本国内における国産ウイスキーの年間販売本数で長きにわたってトップを守り続けているサントリーの角瓶シリーズに次ぐシェアの国産ウイスキーとなった。

## 年表
- 1956年（昭和31年）：特級ウイスキーとして発売。竹鶴政孝自ら考案した『ニッカエンブレム』を大きくレイアウトし、本格的なスコッチタイプのブレンデッドウイスキーを実現。
- 1962年（昭和37年）：イギリスからカフェスチルを購入し、西宮工場に導入（後に西宮工場のカフェスチルは宮城峡蒸溜所へ移転）。
- 1965年（昭和40年）：小麦やコーンなどから蒸溜した「カフェグレーン」を配合したスコッチタイプの一級ウイスキー、新ブラックニッカに全面改良。事実上ニッカのマスコットキャラクターになっている「キング・オブ・ブレンダーズ」（W.P.ローリー）をレギュラー商品として初めて使用。[3]「特級をもしのぐ一級」というキャッチコピーも話題に。
- 1968年（昭和43年）：新ブラックニッカの横展開商品としてホワイトニッカを発売（1976年販売終了）。ラベルの意匠は新ブラックニッカ同様「キング・オブ・ブレンダーズ」が採用されているものの、アングルが逆向きになっている。
- 1985年（昭和60年）6月：新ブラックニッカがブラックニッカスペシャルとして全面改良。これに伴い原酒にはこれまでの余市モルトに加え、シェリー樽で熟成された宮城峡モルトも新たにブレンドされた。
- 1997年（平成9年）6月：家庭用を視野にアルコール度数を従来の42度から37度と低く抑えた『ブラックニッカ クリアブレンド』を発売[注釈 1]。
- 2002年（平成14年）9月25日: 数量限定版を除くブラックニッカシリーズ初にして唯一のエイジング・ブレンデッドウイスキー『ブラックニッカ 8年』を発売。
- 2007年（平成19年）3月: 『ブラックニッカ クリアブレンド』を全面改良。
- 2011年（平成23年）8月23日：『ブラックニッカ クリアブレンド』を『ブラックニッカ クリア』に改称。ただし、風味そのもののブレンドは変更なし。
- 2013年（平成25年）3月26日：シェリー樽で熟成させたモルトウイスキーと樽熟成させたグレーンウイスキーをブレンドした『ブラックニッカ リッチブレンド』を発売。
- 2013年（平成25年）10月：『ブラックニッカ リッチブレンド』が「2013年度グッドデザイン賞」を受賞。
- 2015年（平成27年）1月27日：『初号ブラックニッカ復刻版』を限定発売。
- 2015年6月2日：ホワイトオークの新樽で熟成を重ねたモルト原酒と、樽熟成したカフェグレーン原酒をブレンドした『ブラックニッカ ディープブレンド』を発売。CMキャラクターには、ニッカの創業者・竹鶴政孝リタ夫妻をモデルにした連続テレビ小説『マッサン』で主人公・亀山政春を演じた玉山鉄二を起用した[注釈 2]。
- 2016年（平成28年）11月1日：初代「ブラックニッカ」が発売された1956年に余市蒸溜所で蒸溜されたモルト原酒や1999年以前に西宮工場に設置されていたカフェ式蒸溜機で蒸溜されたカフェグレーンなどを一部使用した発売60周年記念ウイスキー『ブラックニッカ ブレンダーズスピリット』を700ml瓶12本×12,000箱の数量限定で発売。同時に『クリア』、『リッチブレンド』、『ディープブレンド』のラベルを60周年記念ラベルに変更[8]。なお『ブラックニッカ ブレンダーズスピリット』については「異例のスピードで完売」したことを受けて2017年3月28日から700ml瓶12本×10,000箱の数量限定で追加販売されることになった[9]。
- 2017年（平成29年）5月23日：『ブラックニッカ クロスオーバー』を700ml瓶12本×11,000箱の数量限定で発売[10]。なお、原酒には余市のヘビーピートモルトと宮城峡のシェリー樽モルト、そして宮城峡のカフェグレーンが用いられ、ハードでありながら芳醇で豊かなコクが楽しめる味わいに仕上げられており、2種類のキーモルトを採用することでシェリー樽モルト由来のバニラを思わせる甘い香りと、熟した果実のような華やかで芳醇な味わいの後にヘビーピートモルトならではのドライかつスモーキーな香味が感じられるこれまでのブラックニッカにはない特徴的な味わいを実現している。
- 2017年（平成29年）11月21日：『ブラックニッカ アロマティック』を700ml瓶12本×12,000箱の数量限定で発売[11]。原酒には華やかな宮城峡モルトと、甘く伸びのあるカフェグレーンなどをブレンドし、華やかでフルーティーな香りと甘くやわらかい味わいに仕上げた。
- 2018年（平成30年）4月3日：『ブラックニッカ ハイボール香る夜』を北海道限定で発売[12]。気持ちを落ち着けてゆったりと過ごす“1日の終わりのリラックスタイムを楽しくしてくれるハイボール”をコンセプトとし、ニッカウヰスキーのブレンダーがブレンド技術を駆使し開発。“香りと余韻”に着目し、ベースとなるウイスキーのキーモルトとしてバニラのような甘い香りが特徴の宮城峡産の新樽熟成モルト原酒をブレンドの主軸にし、甘く豊かな余韻を有するカフェグレーン原酒をブレンドする「アロマキープブレンド」により、缶ハイボールでありながらウイスキーらしい豊かな香りと余韻が続く味わいを実現。更に余市産のモルト原酒を一部使用することで、味わいに厚みと豊かなコクを加えた。なお、この商品はテレビCMの放映、すすきの交差点看板での告知などを通して、北海道の愛飲者に愛されるブランドに育成すると同時に、本年夏には当商品の売上に対し、1本1円を北海道庁に寄付するなど北海道に関する様々な施策を実施する。
- 2018年（平成30年）5月29日：『ブラックニッカ リッチブレンド エクストラシェリー』を700ml瓶12本×11,000箱の数量限定で発売[13]。リッチブレンドの特長であるシェリー樽原酒由来の甘く芳醇なコクを際立たせたウイスキーであり、キーモルトにドライフルーツのような甘さと芳醇なコクが特長の宮城峡産のシェリー樽原酒を使用し、さらに熟成を重ねた宮城峡産のモルト原酒を使用することで、深く濃厚な味わいに仕上げており、フルーティーで華やかな香りとはちみつのような滑らかな口当たりが楽しめる。
- 2018年（平成30年）9月11日：『ブラックニッカ ディープブレンド エクストラスイート』を700ml瓶12本×11,000箱の数量限定で発売[14]。一連のブラックニッカシリーズとしてはアルコール分が46%と歴代史上最も高く、新樽で10年以上熟成させた余市モルトと宮城峡モルトをキーモルトに使用し、カフェグレーンをブレンドすることで、甘く香ばしい香りとまろやかで豊かなコクを際立たせたウイスキーに仕上げており、バニラやビターチョコレートのような香りと、濃厚でなめらかな甘さとほろ苦さが調和した、深くコクのある味わいが楽しめる。これと同時に既存の『ブラックニッカ ディープブレンド』をリニューアル。ボトルの色がスモークブラウンから無色透明に変更のほか、更にラベルの意匠が変更され、濃紺のグラデーションをベースに「BLACK」のロゴと「キング・オブ・ブレンダーズ」をゴールドで中央に配し、高級感のある上質さと甘い香り濃厚な味わいをイメージした。
- 2019年（平成31年）2月5日：『ブラックニッカ スペシャル』のラベルの意匠が若干変更され、原材料、アルコール分の表記がボトルの前面からボトルの背面に記載されるようになった。
- 2019年（令和元年）5月28日：『ブラックニッカ ディープブレンド ナイトクルーズ』を数量限定で発売。ディープブレンドの特徴である、長く続く香ばしく豊かなピートの余韻を際立たせたウイスキーでバニラを思わせるような新樽のウッディな香りとなめらかで甘いコクを伴った深く濃厚な味わいが特徴で、長期熟成を重ねた余市ヘビーピートモルトからもたらされたしっかりとしたピートと樽のビターな余韻が楽しめる。
- 2019年（令和元年）8月13日：『ブラックニッカ ジャーハイスタイル 香り楽しむハイボール』シリーズを全国の各コンビニエンスストアの酒類取扱店専売品として数量限定で発売。フレーバーのラインアップはオレンジピール・大葉・和山椒の3種類でオレンジピールを除き、大葉は各ファミリーマートの酒類取扱店専売品となり、和山椒は各ローソンの酒類取扱店専売品となる[15]。
- 2021年（令和3年）9月20日：アニメ化50周年および『PART6』放送開始を記念して、『ルパン三世』とのコラボレーションを実施（ - 12月13日）[16]。
- 2022年（令和4年）3月8日：『ブラックニッカ リッチブレンド』をリニューアル[17]。

## ラインナップ
☆印はペットボトル入り製品
★印は紙パック入り製品
- 現行品

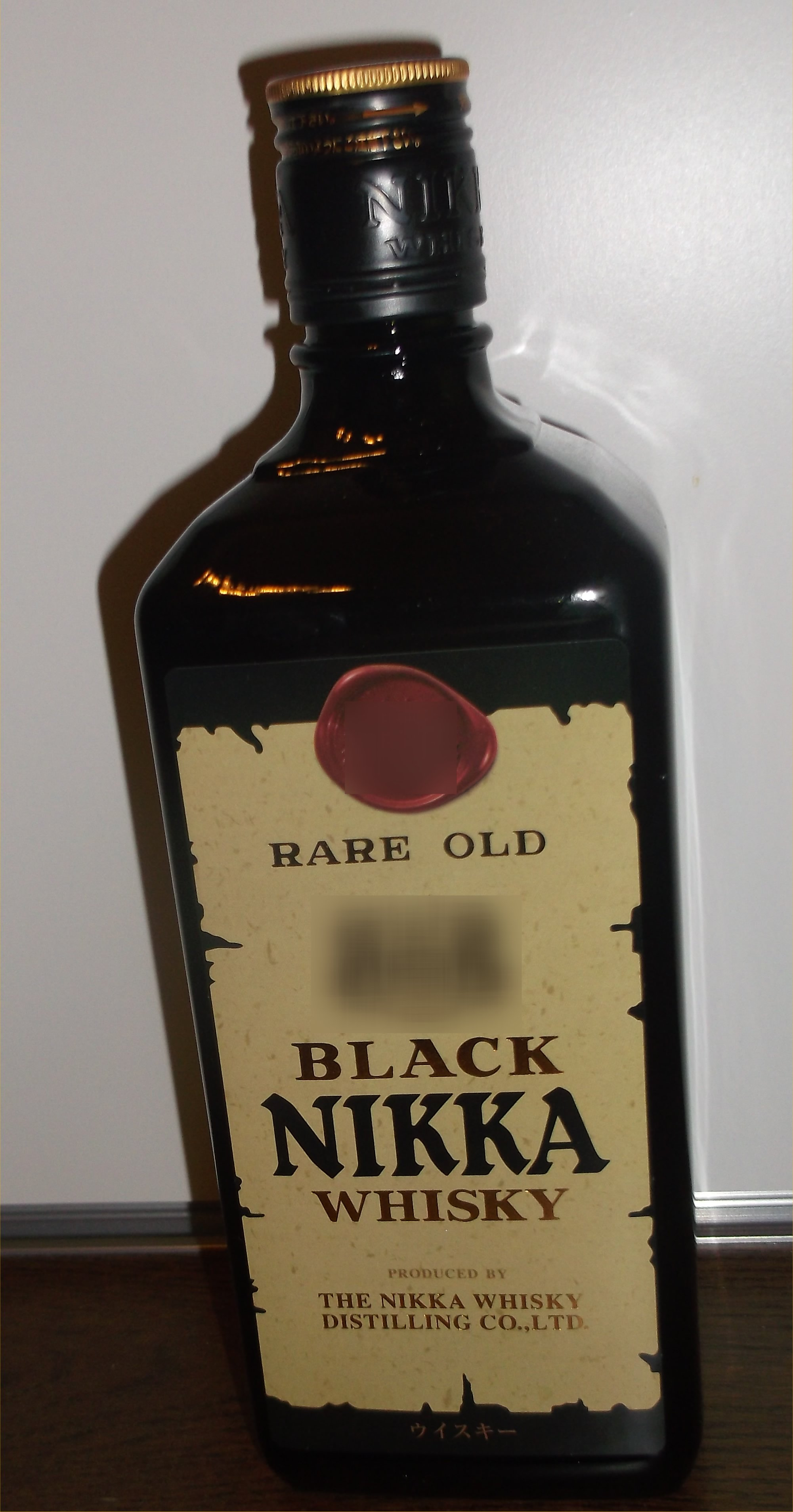
2015年1月に発売された初号ブラックニッカの復刻版。1956年の発売当時のラベルの意匠（ただし、細部は一部異なる）が用いられており、既存のブラックニッカ スペシャルや後発のブラックニッカ ディープブレンドなどと同一の形状のボトルに入っている。

  - ブラックニッカ クリア（2011年8月23日-）[18]
    - 180ml
    - 300ml
    - 700ml
    - 1,800ml☆★
    - 1,920ml
    - 2,700ml☆
    - 4,000ml☆

  - ブラックニッカ クリアハイボール - アルコール分9% 種別：水割りウイスキー（発泡性）①（ハイボール）
    - 250ml缶（2011年8月23日-）[18]
    - 350ml缶（2015年4月7日-）

  - ブラックニッカ ハイボール香る夜（1期：2018年4月3日-10月31日、2期：2019年4月3日-） - 種別：水割りウイスキー（発泡性）①（ハイボール）　※北海道限定商品
    - 350ml缶
    - 500ml缶

  - ブラックニッカ クリア&ウォーター（2011年8月23日-）[18]
    - 250ml缶 - アルコール分9% 種別：水割りウイスキー
    - 300mlびん - アルコール分10% 種別：水割りウイスキー
    - 350ml缶 - アルコール分9% 種別：水割りウイスキー

  - ブラックニッカ リッチブレンド（2013年3月26日-、2022年3月8日リニューアル）
    - 180ml
    - 700ml
    - 2,700ml☆
    - 4,000ml☆

  - ブラックニッカ ディープブレンド（2015年6月2日-、2018年9月11日リニューアル）
    - 700ml

  - ブラックニッカ スペシャル（1985年6月1日-）
    - 720ml
    - 1,440ml

  - ブラックニッカ ジャーハイスタイル 香り楽しむハイボール オレンジピール（2019年8月13日-9月30日） - 種別：リキュール（発泡性）①（ハイボール）　※全国の各コンビニエンスストアの酒類取扱店限定商品
    - 350ml缶

  - ブラックニッカ ジャーハイスタイル 香り楽しむハイボール 大葉（2019年8月13日-9月30日） - 種別：リキュール（発泡性）①（ハイボール）　※全国の各ファミリーマートの酒類取扱店限定商品
    - 350ml缶

  - ブラックニッカ ジャーハイスタイル 香り楽しむハイボール 和山椒（2019年8月13日-9月30日） - 種別：リキュール（発泡性）①（ハイボール）　※全国の各ローソンの酒類取扱店限定商品
    - 350ml缶
- 終売品
  - 初号ブラックニッカ（1956年6月-1965年）
  - 新ブラックニッカ（1965年-1985年）
  - ホワイトニッカ（1968年-1976年）
  - ブラック50（黒の50）（1975年3月-1979年3月）
  - ブラック50 デラックス（1979年- 1985年）
  - ニューブレンドブラックニッカ（1985年6月-1992年）
  - ブラックニッカ メモリアル（1991年6月 - 1994年）
  - ブラックダンディ（1993年11月 - 1997年?）
  - 誕生40周年記念限定製造ブラックニッカ12年（2005年9月21日-2006年?） - 14万4千本限定[19]
  - 新ブラックニッカ 六角ボトル（1965年-1985年）
    - 1,920ml

  - ブラックニッカ スペシャル 六角ボトル（1985年-2015年）
    - 1,920ml

  - ブラックニッカ8年（2002年9月25日-2015年8月31日）[20]
    - 700ml

  - 初号ブラックニッカ 復刻版（2015年1月-3月）
    - 720ml

  - ブラックニッカ ブレンダーズスピリット（初版：2016年11月1日-2017年1月31日、再版：2017年3月28日-9月30日）
    - 700ml

  - ブラックニッカ リッチブレンド 2.7Lペットボトル（2017年3月28日-9月30日）
    - 2,700ml☆

  - ブラックニッカ クロスオーバー（2017年5月23日-11月30日）
    - 700ml

  - ブラックニッカ アロマティック（2017年11月21日-2018年2月23日）
    - 700ml

  - ブラックニッカ リッチブレンド エクストラシェリー（2018年5月29日-9月10日）
    - 700ml

  - ブラックニッカ ディープブレンド エクストラスイート（2018年9月11日-2019年1月31日）
    - 700ml

  - ブラックニッカ ディープブレンド ナイトクルーズ（2019年5月28日）
    - 700ml

  - ブラックニッカ ハイボール（2011年5月24日-2015年） - アルコール分7% 種別：水割りウイスキー（発泡性）①（ハイボール）[21]
    - 350ml缶
    - 500ml缶

  - ブラックニッカ クリアハイボール - アルコール分7% 種別：水割りウイスキー（発泡性）①（ハイボール）
    - 350ml缶（2010年5月11日- ?）[22]
    - 500ml缶（2010年10月5日- ?）[23]
    - 10L樽（2010年6月- ?）[23]

  - ブラックニッカ クリアブレンドハイボール（2008年-2011年） - アルコール分9% 種別：水割りウイスキー（発泡性）①（ハイボール）[24]
    - 250ml缶

  - ブラックハイボール トニック（2006年- ?） - アルコール分6% 種別：リキュール（発泡性）①[25]
    - 350ml缶

  - ブラックハイボール ドライジンジャー（2006年- ?） - アルコール分6% 種別：リキュール（発泡性）①[25]
    - 350ml缶

  - ブラックハイボール ライムコーラ（2006年- ?） - アルコール分6% 種別：リキュール（発泡性）①[25]
    - 350ml缶

  - ブラックハイボール レモン＆ソーダ - アルコール分6% 種別：リキュール（発泡性）①
    - 250ml缶（1998年3月25日- ?）[26]
    - 350ml缶（2006年- ?）[25]

  - ブラック・クリアブレンド ハイボール（2003年-2008年） - アルコール分9% 種別：ウイスキー類ウイスキー[27]
    - 250ml缶

  - ブラックニッカ 期間限定クールハイボール（2015年6月2日-9月） - 種別：リキュール（発泡性）①
    - 350ml缶

  - ブラックニッカ クリアブレンド&ウォーター
    - 250ml缶（1998年3月25日-2011年） - アルコール分9% 種別：水割りウイスキー[26]
    - 300mlびん（2000年7月18日-2011年） - アルコール分10% 種別：水割りウイスキー[28]
    - 350ml缶（2000年3月7日-2011年） - アルコール分9% 種別：水割りウイスキー[29]